# Коленкур (Эна)
Коленку́р (фр. Caulaincourt) — коммуна во Франции, находится в регионе Пикардия. Департамент коммуны — Эна. Входит в состав кантона Сен-Кантен-1. Округ коммуны — Сен-Кантен.
Код INSEE коммуны — 02144.

## Население
Население коммуны на 2010 год составляло 136 человек.
| 1962 | 1968 | 1975 | 1982 | 1990 | 1999 | 2010 |
| ---- | ---- | ---- | ---- | ---- | ---- | ---- |
| 137  | 139  | 134  | 122  | 110  | 121  | 136  |

## Экономика
В 2010 году среди 84 человек трудоспособного возраста (15—64 лет) 66 были экономически активными, 18 — неактивными (показатель активности — 78,6 %, в 1999 году было 75,0 %). Из 66 активных жителей работали 62 человека (36 мужчин и 26 женщин), безработных было 4 (0 мужчин и 4 женщины). Среди 18 неактивных 5 человек были учениками или студентами, 6 — пенсионерами, 7 были неактивными по другим причинам.